# ФК Победа (2010)
ФК Победа 2010 футболен отбор от Прилеп, Република Македония. Отборът е създаден през 2010 година, след като оригиналният ФК Победа, създаден през 1941 година, е наказан за 8 години от ФИФА след като се доказва, че отборът е участвал във фиксиране на резултат от мача си с арменския ФК Пюник от квалификациите за Шампионската лига през 2004 година.
Новият клуб обаче не е наследник на първия и двата отбора са различни спрямо македонската футболна федерация.

## Титли
- Втора македонска футболна лига (1): 2015/16